# Bimbinha
Reginaldo Castro, mais conhecido por Bimbinha (São Luís, 10 de junho de 1956 — São Luís, 15 de maio de 2020), foi um futebolista brasileiro que atuou como ponta esquerda. Considerado um dos personagens mais emblemáticos do futebol maranhense, Bimbinha ganhou notoriedade por ser o menor jogador de futebol da história (tinha 1,47 m de altura).

## Carreira
Bimbinha é um dos ídolos do Sampaio Corrêa, onde conquistou o pentacampeonato estadual na década de 1980 (1984, 1985, 1986, 1987 e 1988) e disputou o Brasileirão de 77. Além do Sampaio Corrêa, ele ainda defendeu as cores do Moto Club, Expressinho, e Izabelense, antes de se aposentar.
Ao todo fez 0 gols pelo Sampaio Corrêa.

## Morte
Bimbinha morreu no dia 16 de maio de 2020, o ex-futebolista sofria de problemas renais e de diabetes. O corpo do ex-atleta foi sepultado no Cemitério do Turu.